# Hamdi Ouerhani
Hamdi Ouerhani, né le 29 novembre 1981 à Béja, est un footballeur tunisien évoluant au poste de milieu de terrain défensif avec le club de l'Olympique de Béja.

## Carrière
- ?-2007 : Olympique de Béja (Tunisie)
- juillet 2007-juillet 2009 : Club africain (Tunisie)
- juillet 2009-juillet 2010 : Olympique de Béja (Tunisie)
- juillet 2010-juillet 2011 : Avenir sportif de Gabès (Tunisie)
- juillet 2011-juillet 2013 : Olympique de Béja (Tunisie)
- juillet 2013-janvier 2014 : Étoile sportive de Métlaoui (Tunisie)
- janvier-août 2014 : Olympique de Béja (Tunisie)
- août 2014-août 2015 : Avenir sportif de Kasserine (Tunisie)
- août 2015-août 2016 : Jendouba Sports (Tunisie)
- depuis août 2016 : Olympique de Béja (Tunisie)

## Palmarès
- Champion de Tunisie en 2008 avec le Club africain